# 1999 na música

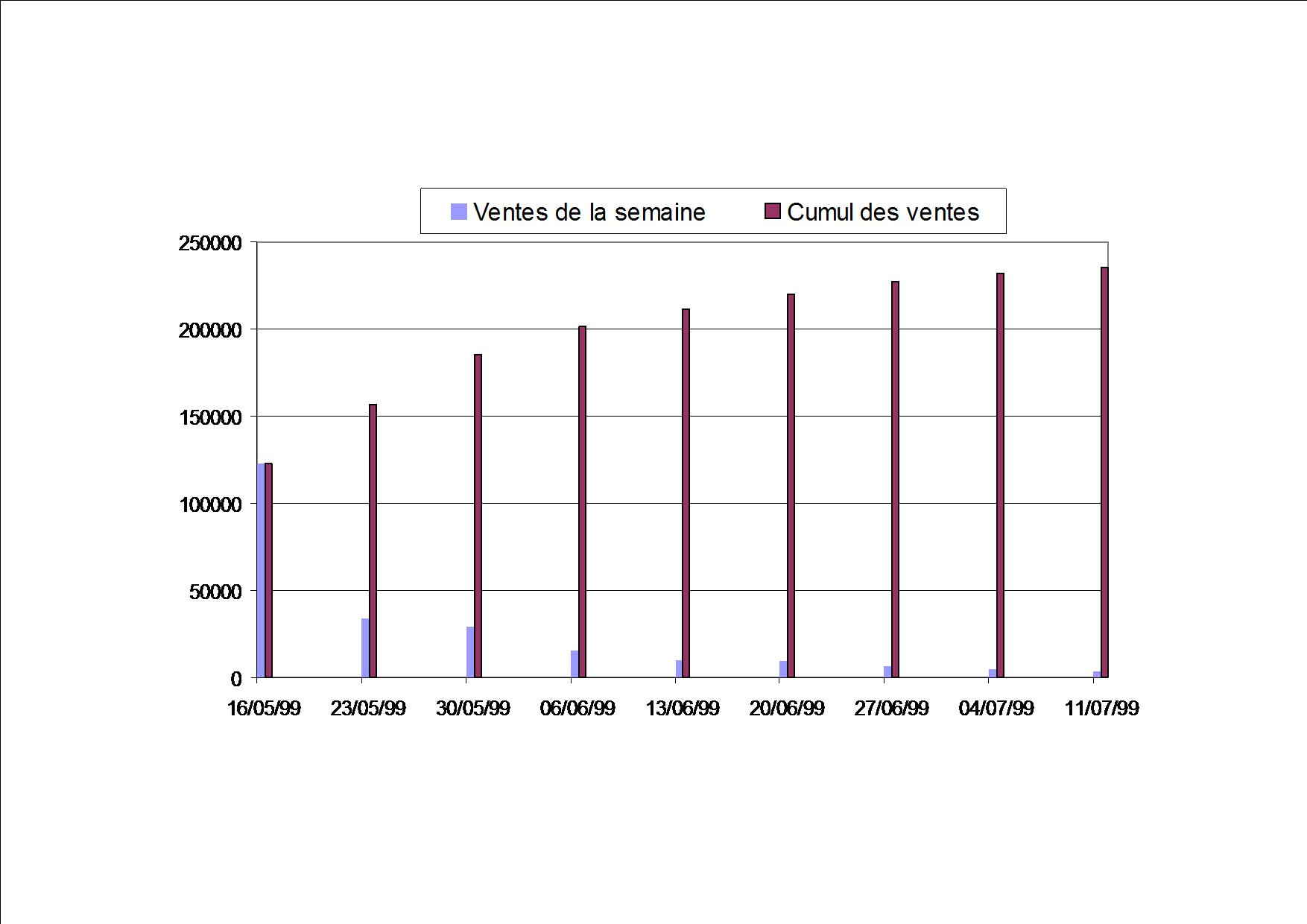
Ventes du single Manatsu no Kōsen, du groupe japonais Morning Musume

## Eventos
| Data            | Evento |
| --------------- | --- |
| 7 de janeiro    | Após oito anos de casamento, o músico Rod Stewart e a supermodelo Rachel Hunter anunciam sua separação. |
| 7 de janeiro    | Paul McCartney comparece ao lançamento da primeira coleção de utensílios domésticos de sua filha Heather, nos EUA. |
| 11 de janeiro   | No American Music Awards, Billy Joel recebe o Prêmio Especial de Mérito por suas "inspiradas habilidades de composição" e "empolgante carisma". |
| 12 de janeiro   | Britney Spears lança seu primeiro álbum, ...Baby One More Time, o segundo mais vendido dos anos 90 nos Estados Unidos, e o terceiro mais vendido dos anos 90 em todo o mundo. Também entra na lista dos 20 álbuns mais vendidos de todos os tempos.                                                                             |
| 15 de janeiro   | Após um breve hiato em 1998, o festival Big Day Out retorna à Austrália e Nova Zelândia. |
| 21 de janeiro   | A&M Records é fechada e incorporada ao selo da Universal Music Group, Interscope Geffen A&M. |
| 22 de janeiro   | A banda alemã KMFDM anuncia seu término. |
| 30 de janeiro   | O álbum e single de Britney Spears, ...Baby One More Time, alcançam o primeiro lugar nas paradas da Billboard, sendo seu primeiro álbum e canção a conseguir isso. |
| 31 de janeiro   | Termina o festival Big Day Out, na Austrália e Nova Zelândia. |
| 10 de fevereiro | Iron Maiden anuncia que o vocalista Bruce Dickinson e o guitarrista Adrian Smith voltaram à banda. |
| 14 de fevereiro | Elton John participa de um episódio especial da série animada Os Simpsons. |
| 15 de fevereiro | O governador de Minnesota, EUA, e ex-guarda-costas do Rolling Stones, Jesse Ventura, declara este o "Dia dos Rolling Stones". |
| 19 de fevereiro | Marilyn Manson entra com um contra processo de difamação contra o ex-editor da Spin, Craig Marks, em resposta a um processo multimilionário que Marks abriu em janeiro contra o cantor, a gravadora Nothing/Interscope, e a agência de guarda-costas de Manson.                                                                 |
| 22 de fevereiro | Em Los Angeles, Califórnia, EUA, Stevie Wonder é premiado como a MusiCares Pessoa do Ano de 1999. |
| 24 de fevereiro | No Grammy Awards de 1999, Lauryn Hill torna-se a primeira mulher a ganhar cinco prêmios em uma noite. |
| 25 de fevereiro | O artista anteriormente conhecido como Prince entra com uma ação contra nove sites da Web por violação de direitos autorais e marca registrada por venderem gravações piratas e oferecerem downloads de canções não autorizadas.                                                                                                |
| 1 de março      | Sony Music Distribution aumenta o preço de atacado de CDs de áudio em 8 centavos. |
| 2 de março      | "Believe", de Cher, chega ao primeiro lugar na Billboard Hot 100, fazendo de Cher a cantora mais velha, com 52 anos, a realizar tal feito. Cher também estabelece o recorde de mais longa carreira de sucesso, com 33 anos entre o lançamento de seu primeiro e último singles #1.                                              |
| 5 de março      | Trauma Records entra com um processo de quebra de contrato de US$ 40 milhões contra os membros do Bush por não entregarem um novo álbum. |
| 15 de março     | Marilyn Manson se machuca ao escorregar e cair durante um show em Inglewood, Califórnia, EUA, e o show é encerrado. |
| 16 de março     | Recording Industry Association of America introduz um novo nível de certificação, Diamond, para álbuns ou singles com mais de dez milhões de vendas. |
| 21 de março     | A girl band irlandesa B*Witched alcança seu quarto número 1 consecutivo com "Blame It On The Weatherman" na parada de singles do Reino Unido. Elas se tornam a primeira banda a ter todos os seus quatro primeiros singles estreando no topo. Este recorde é quebrado um ano depois pela boy band irlandesa Westlife.           |
| 27 de março     | Bee Gees encerram sua turnê One Night Only em Sydney, Austrália. |
| 10 de abril     | Ocorre o concerto Here, There and Everywhere: A Concert For Linda, em homenagem a Linda McCartney, no Royal Albert Hall, em Londres, Inglaterra, com Paul McCartney, Chrissie Hynde, do Pretenders, Elvis Costello, Sinéad O'Connor, e George Michael. A renda é revertida para causas dos direitos dos animais.                |
| 28 de abril     | Tom Petty and the Heartbreakers recebe uma estrela na Calçada da Fama de Hollywood. |
| 30 de abril     | Massacre na Columbine High School: Aerosmith visita Lance Kirklin, vítima do Massacre de Columbine, em um hospital do Colorado antes de seu show em Denver, Colorado. |
| 1 de maio       | A exibição "The Paintings of Paul McCartney", com 70 pinturas feitas pelo cantor, é inaugurada em Siegen, Alemanha. |
| 29 de maio      | Em Jerusalém, Israel, a cantora sueca Charlotte Nilsson vence o Eurovision Song Contest, com a canção "Take Me to Your Heaven". |
| 1 de junho      | A plataforma de compartilhamento de arquivos peer-to-peer Napster é lançada. |
| 2 de junho      | Com Millennium, Backstreet Boys quebra o recorde de vendas da primeira semana, de 1,08 milhão, de Garth Brooks, vendendo mais de 1,13 milhão, e torna=se o primeiro álbum a vender mais de 500.000 cópias em 2 semanas. O álbum detém o recorde de vendas de primeira semana dos anos 1990.                                     |
| 13 de junho     | S Club 7 estreia em #1 no Reino Unido com seu primeiro single "Bring It All Back", e torna-se o maior grupo vocal a estrear no topo. |
| 22 de junho     | O segundo álbum de Limp Bizkit, Significant Other, estreia em primeiro lugar na Billboard 200, com 643.874 cópias vendidas na primeira semana. |
| 28 de junho     | Britney Spears embarca em sua primeira turnê, ...Baby One More Time Tour, exclusiva da América do Norte, recebe críticas positivas, mas gera alguma polêmica devido às suas roupas ousadas e uso de dublagem. |
| 29 de junho     | Santana e Rob Thomas lançam "Smooth", que fica em primeiro lugar por 12 semanas. |
| 1 de julho      | O novo Parlamento escocês é formalmente inaugurado, com um show de rock estrelado pelo Garbage, no Castelo de Edimburgo, Escócia. |
| 3 de julho      | Mark Sandman, vocalista do Morphine, desmaia no palco em Palestrina, Itália. Ele logo é declarado morto por ataque cardíaco, aos 46 anos, e a banda acaba. |
| 12 de julho     | Gregg Alexander emite um comunicado de imprensa dissolvendo o New Radicals. |
| 22 de julho     | O festival Woodstock '99 inicia em Roma, estado de Nova Iorque, EUA. |
| 25 de julho     | O festival Woodstock '99 termina em Roma, estado de Nova Iorque, EUA. |
| 14 de agosto    | O artista anteriormente conhecido como Prince inicia uma venda de quintal em seu Paisley Park Studios, com parte dos lucros indo para o benefício de jovens carentes. |
| 15 de agosto    | O artista anteriormente conhecido como Prince termina sua venda de quintal em seu Paisley Park Studios, com parte dos lucros indo para o benefício de jovens carentes. |
| 1 de setembro   | O Hall da Fama da Música Irlandesa é inaugurado, com Van Morrison como primeiro artista incluído no museu. |
| 9 de setembro   | Ocorre o MTV Video Music Awards. Britney Spears tem a performance mais memorável do evento, com "...Baby One More Time". |
| 17 de setembro  | Eminem é processado por sua mãe em US$ 10 milhões, alegando que os comentários públicos que ele fez sobre ela eram caluniosos e causaram estresse emocional e danos financeiros. Em 2001, ela fecha um acordo de US$ 1.600 . |
| 21 de setembro  | Hours, de David Bowie, torna-se o primeiro álbum completo de um grande artista legalmente disponível para download na Internet, precedendo seu lançamento físico em duas semanas. |
| 30 de setembro  | Billboard anuncia que a Ministry of Sound Recordings Ltd está se expandindo para a Austrália após encerrar uma parceria com a MDS Dancenet, e estabelece a Ministry of Sound Australia, conhecida até 2005 como Ministry of Sound (UK) Pty Ltd, e esta fecha um acordo de distribuição com a EMI Music Group Austrália Pty Ltd. |
| 9 de outubro    | "Heartbreaker", de Mariah Carey, alcança o primeiro lugar na Billboard 100, tornando-se seu 14º single número 1, e também sua 59ª semana no topo das paradas. Quando ficou em primeiro lugar por mais uma semana, Carey ultrapassou The Beatles como a artista com mais semanas em primeiro lugar.                              |
| 9 de outubro    | Estreia o primeiro Coachella Valley Music and Arts Festival, em Indio, Califórnia, EUA. |
| 10 de outubro   | Termina o primeiro Coachella Valley Music and Arts Festival, em Indio, Califórnia, EUA. |
| 20 de outubro   | Melissa Auf der Maur deixa a banda Hole. |
| 5 de novembro   | O cantor Gary Cherone deixa a banda Van Halen. |
| 12 de novembro  | O astro do rock dos anos 1970, Gary Glitter, é condenado a quatro meses de prisão por baixar pornografia infantil da Internet. |
| 15 de novembro  | Korn apresenta todo seu álbumIssues no Apollo Theater, Nova Iorque, tornando-se a primeira banda de rock a se apresentar no Apollo. |
| 16 de novembro  | O quarto álbum de estúdio de Korn, Issues, estreia em primeiro lugar na Billboard 200, com 575.000 cópias vendidas em sua primeira semana. |
| 16 de novembro  | Axl Rose lança a gravadora Black Frog Music |
| 23 de novembro  | O estudante da Universidade de Oregon, Jeffrey Levy, tendo baixado MP3s sem permissão, é a primeira pessoa no mundo a ser condenada por violação de direitos autorais sob a Lei NET de 1997. Ele é condenado a dois anos de liberdade condicional, e limite de acesso à Internet.                                               |
| 4 de dezembro   | Spice Girls iniciam sua turnê britânica de Natal, Christmas in Spiceworld Tour. |
| 14 de dezembro  | BMI anuncia as canções mais tocadas no rádio e na televisão americana no século 20. |
| 14 de dezembro  | Paul McCartney retorna ao The Cavern Club para fazer um show especial para 300 fãs. |
| 14 de dezembro  | Boy George quase morre quando uma bola de discoteca de 28 kilos despenca do teto e cai em sua cabeça, durante um ensaio de show. |
| 15 de dezembro  | Spice Girls encerram sua turnê britânica de Natal, Christmas in Spiceworld Tour. |
| 27 de dezembro  | Puff Daddy e Shyne são presos por violação de porte de armas, e outras acusações, após um tiroteio em uma boate de Manhattan, Nova Iorque, EUA, que deixou três pessoas feridas. |
| 30 de dezembro  | George Harrison sobrevive a um ataque de faca feita por um intruso em sua casa em Henley-on-Thames, Inglaterra. |
| 31 de dezembro  | Diversos shows especiais são realizados para celebrar a chegada do novo milênio. Entre eles: Barbra Streisand, em Las Vegas, e The Eagles, em Los Angeles. |

## Lançamentos

### Álbuns de estúdio
| Data            | Título                                     | Artista(s)                                                             |
| --------------- | ------------------------------------------ | ---------------------------------------------------------------------- |
| 12 de janeiro   | 14:59                                      | Sugar Ray                                                              |
| 12 de janeiro   | ...Baby One More Time                      | Britney Spears                                                         |
| 26 de janeiro   | Dreaming Neon Black                        | Nevermore                                                              |
| 23 de fevereiro | No Exit                                    | Blondie                                                                |
| 23 de fevereiro | FanMail                                    | TLC                                                                    |
| 23 de fevereiro | The Slim Shady LP                          | Eminem                                                                 |
| 23 de fevereiro | Mary                                       | Mary J. Blige                                                          |
| 25 de fevereiro | Have a Nice Day                            | Roxette                                                                |
| 8 de março      | Neon Ballroom                              | Silverchair                                                            |
| 9 de março      | Eye II Eye                                 | Scorpions                                                              |
| 15 de março     | 13                                         | Blur                                                                   |
| 16 de março     | Mindfields                                 | Toto                                                                   |
| 16 de março     | Stay the Same                              | Joey McIntyre                                                          |
| 16 de março     | Who Else!                                  | Jeff Beck                                                              |
| 5 de abril      | The Middle of Nowhere                      | Orbital                                                                |
| 5 de abril      | What Are You Going to Do with Your Life?   | Echo & the Bunnymen                                                    |
| 6 de abril      | I Am...                                    | Nas                                                                    |
| 6 de abril      | Sogno                                      | Andrea Bocelli                                                         |
| 8 de abril      | Have a Nice Day                            | Roxette                                                                |
| 13 de abril     | Echo                                       | Tom Petty and the Heartbreakers                                        |
| 19 de abril     | Bury the Hatchet                           | The Cranberries                                                        |
| 20 de abril     | The Earth Pressed Flat                     | 10,000 Maniacs                                                         |
| 26 de abril     | Movin' Melodies                            | ATB                                                                    |
| 3 de maio       | Head Music                                 | Suede                                                                  |
| 4 de maio       | A Place in the Sun                         | Tim McGraw                                                             |
| 10 de maio      | The Hush                                   | Texas                                                                  |
| 11 de maio      | No Limit Top Dogg                          | Snoop Dogg                                                             |
| 11 de maio      | Ricky Martin                               | Ricky Martin                                                           |
| 17 de maio      | Play                                       | Moby                                                                   |
| 18 de maio      | Millennium                                 | Backstreet Boys                                                        |
| 25 de maio      | Jordan Knight                              | Jordan Knight                                                          |
| 1 de junho      | Enema of the State                         | Blink-182                                                              |
| 1 de junho      | No Angel                                   | Dido                                                                   |
| 1 de junho      | On the 6                                   | Jennifer Lopez                                                         |
| 1 de junho      | Venni Vetti Vecci                          | Ja Rule                                                                |
| 7 de junho      | Schizophonic                               | Geri Halliwell                                                         |
| 8 de junho      | Astro Lounge                               | Smash Mouth                                                            |
| 8 de junho      | Californication                            | Red Hot Chili Peppers                                                  |
| 8 de junho      | Euphoria                                   | Def Leppard                                                            |
| 8 de junho      | Synkronized                                | Jamiroquai                                                             |
| 8 de junho      | When I Look in Your Eyes                   | Diana Krall                                                            |
| 15 de junho     | Supernatural                               | Santana                                                                |
| 15 de junho     | The White Stripes                          | The White Stripes                                                      |
| 21 de junho     | Surrender                                  | The Chemical Brothers                                                  |
| 22 de junho     | ¡Viva El Amor!                             | The Pretenders                                                         |
| 22 de junho     | Da Real World                              | Missy Elliott                                                          |
| 22 de junho     | Significant Other                          | Limp Bizkit                                                            |
| 28 de junho     | Classics in the Key of G                   | Kenny G                                                                |
| 28 de junho     | Running with Scissors                      | "Weird Al" Yankovic                                                    |
| 29 de junho     | Slipknot                                   | Slipknot                                                               |
| 1 de julho      | On How Life Is                             | Macy Gray                                                              |
| 13 de julho     | Night and Day                              | Willie Nelson                                                          |
| 14 de julho     | The Writing's on the Wall                  | Destiny's Child                                                        |
| 19 de julho     | A Little Bit of Mambo                      | Lou Bega                                                               |
| 20 de julho     | There's a Poison Goin' On                  | Public Enemy                                                           |
| 20 de julho     | This Time                                  | Los Lobos                                                              |
| 20 de julho     | Where We Stand                             | Yellowcard                                                             |
| 27 de julho     | Staying Power                              | Barry White                                                            |
| 17 de agosto    | Incognegro                                 | Ludacris                                                               |
| 17 de agosto    | Mary                                       | Mary J. Blige                                                          |
| 22 de agosto    | No Ordinary World                          | Joe Cocker                                                             |
| 24 de agosto    | Christina Aguilera                         | Christina Aguilera                                                     |
| 24 de agosto    | Forever                                    | Puff Daddy                                                             |
| 25 de agosto    | The ABBA Generation                        | A-Teens                                                                |
| 31 de agosto    | Risk                                       | Megadeth                                                               |
| 7 de setembro   | Showbiz                                    | Muse                                                                   |
| 9 de setembro   | No Ordinary World                          | Joe Cocker                                                             |
| 13 de setembro  | Amarte Es un Placer                        | Luis Miguel                                                            |
| 14 de setembro  | Avenue B                                   | Iggy Pop                                                               |
| 14 de setembro  | Nigga Please                               | Ol' Dirty Bastard                                                      |
| 14 de setembro  | Marc Anthony                               | Marc Anthony                                                           |
| 14 de setembro  | Let There Be Eve...Ruff Ryders' First Lady | Eve                                                                    |
| 16 de setembro  | Reload                                     | Tom Jones                                                              |
| 20 de setembro  | The Ladder                                 | Yes                                                                    |
| 20 de setembro  | Supergrass                                 | Supergrass                                                             |
| 21 de setembro  | Back at One                                | Brian McKnight                                                         |
| 21 de setembro  | Burn to Shine                              | Ben Harper and the Innocent Criminals                                  |
| 21 de setembro  | Euphoria Morning                           | Chris Cornell                                                          |
| 21 de setembro  | The Fragile                                | Nine Inch Nails                                                        |
| 21 de setembro  | A Love Like Ours                           | Barbra Streisand]                                                      |
| 21 de setembro  | Stan and Judy's Kid                        | Adam Sandler                                                           |
| 21 de setembro  | The Sweetest Punch                         | Elvis Costello e Bill Frisell                                          |
| 21 de setembro  | Hours                                      | David Bowie                                                            |
| 27 de setembro  | Brand New Day                              | Sting                                                                  |
| 27 de setembro  | Temperamental                              | Everything but the Girl                                                |
| 28 de setembro  | Bennett Sings Ellington: Hot & Cool        | Tony Bennett                                                           |
| 28 de setembro  | Deconstruction                             | Meredith Brooks                                                        |
| 28 de setembro  | Garth Brooks in...the Life of Chris Gaines | Garth Brooks                                                           |
| 28 de setembro  | Human Clay                                 | Creed                                                                  |
| 28 de setembro  | XXX                                        | ZZ Top                                                                 |
| 4 de outubro    | Run Devil Run                              | Paul McCartney                                                         |
| 4 de outubro    | S Club                                     | S Club 7                                                               |
| 8 de outubro    | Nightlife                                  | Pet Shop Boys                                                          |
| 12 de outubro   | Labour of Love III                         | UB40                                                                   |
| 18 de outubro   | Awake and Breathe                          | B*Witched                                                              |
| 18 de outubro   | Rise                                       | Gabrielle                                                              |
| 18 de outubro   | Northern Star                              | Melanie C                                                              |
| 19 de outubro   | I Wanna Be Santa Claus                     | Ringo Starr                                                            |
| 19 de outubro   | Keith Urban                                | Keith Urban                                                            |
| 19 de outubro   | Peace                                      | Eurythmics                                                             |
| 19 de outubro   | This Christmas                             | 98°                                                                    |
| 25 de outubro   | Steptacular                                | Steps                                                                  |
| 26 de outubro   | The Grass Is Blue                          | Dolly Parton                                                           |
| 26 de outubro   | LeAnn Rimes                                | LeAnn Rimes                                                            |
| 26 de outubro   | Make Yourself                              | Incubus                                                                |
| 26 de outubro   | No. 4                                      | Stone Temple Pilots                                                    |
| 26 de outubro   | The Science of Things                      | Bush                                                                   |
| 26 de outubro   | Under the Influence                        | Alan Jackson                                                           |
| 28 de outubro   | Twenty Four Seven                          | Tina Turner                                                            |
| 1 de novembro   | Working Classical                          | Paul McCartney com a Orquestra Sinfônica de Londres e Loma Mar Quartet |
| 1 de novembro   | Westlife                                   | Westlife                                                               |
| 2 de novembro   | The Battle of Los Angeles                  | Rage Against the Machine                                               |
| 2 de novembro   | Tha Block Is Hot                           | Lil Wayne                                                              |
| 2 de novembro   | Joy: A Holiday Collection                  | Jewel                                                                  |
| 2 de novembro   | Love and the Russian Winter                | Simply Red                                                             |
| 2 de novembro   | Rainbow                                    | Mariah Carey                                                           |
| 2 de novembro   | This Desert Life                           | Counting Crows                                                         |
| 2 de novembro   | There Is Nothing Left to Lose              | Foo Fighters                                                           |
| 5 de novembro   | Charlotte Church                           | Charlotte Church                                                       |
| 8 de novembro   | Invincible                                 | 5ive                                                                   |
| 9 de novembro   | Affirmation                                | Savage Garden                                                          |
| 9 de novembro   | Breathe                                    | Faith Hill                                                             |
| 9 de novembro   | Rave Un2 the Joy Fantastic                 | Prince                                                                 |
| 9 de novembro   | When the Pawn...                           | Fiona Apple                                                            |
| 16 de novembro  | 2001                                       | Dr. Dre                                                                |
| 16 de novembro  | Faith: A Holiday Album                     | Kenny G                                                                |
| 16 de novembro  | Issues                                     | Korn                                                                   |
| 16 de novembro  | SYR4: Goodbye 20th Century                 | Sonic Youth                                                            |
| 16 de novembro  | Timeless: The Classics Vol. 2              | Michael Bolton                                                         |
| 16 de novembro  | Willennium                                 | Will Smith                                                             |
| 22 de novembro  | Don't Mind If I Do                         | Culture Club                                                           |
| 23 de novembro  | Sweet Kisses                               | Jessica Simpson                                                        |
| 23 de novembro  | Blue                                       | Third Eye Blind                                                        |
| 23 de novembro  | Enrique                                    | Enrique Iglesias                                                       |
| 23 de novembro  | Garth Brooks & the Magic of Christmas      | Garth Brooks                                                           |
| 23 de novembro  | Midnite Vultures                           | Beck                                                                   |
| 23 de novembro  | Nastradamus                                | Nas                                                                    |
| 29 de novembro  | Lara Fabian                                | Lara Fabian                                                            |
| 30 de novembro  | Unleash the Dragon                         | Sisqó                                                                  |
| 6 de dezembro   | Songs from the Last Century                | George Michael                                                         |
| 7 de dezembro   | So Real                                    | Mandy Moore                                                            |
| 21 de dezembro  | Still I Rise                               | 2Pac + Outlawz                                                         |
| 21 de dezembro  | ...And Then There Was X                    | DMX                                                                    |
| 21 de dezembro  | Everything Is Healing Nicely               | Frank Zappa                                                            |
| 28 de dezembro  | Vol. 3... Life and Times of S. Carter      | Jay-Z                                                                  |

### Álbuns de compilação
| Data            | Título                                                | Artista(s)            |
| --------------- | ----------------------------------------------------- | --------------------- |
| 16 de fevereiro | Greatest Hits                                         | New Kids on the Block |
| 22 de fevereiro | The Dirtchamber Sessions Volume One                   | The Prodigy           |
| 24 de fevereiro | Dance Classics of Chaka Khan                          | Chaka Khan            |
| 2 de março      | Reich Remixed                                         | Steve Reich           |
| 9 de março      | If I Could Turn Back Time: Cher's Greatest Hits       | Cher                  |
| 23 de março     | The 'Original' Bad Co. Anthology                      | Bad Company           |
| 23 de março     | Strange Behaviour                                     | Duran Duran           |
| 23 de março     | Super Hits                                            | Brooks & Dunn         |
| 13 de abril     | 18 Tracks                                             | Bruce Springsteen     |
| 13 de abril     | Love Songs                                            | Yanni                 |
| 4 de maio       | The Ego Has Landed                                    | Robbie Williams       |
| 10 de junho     | Songs from the Heart                                  | Yanni                 |
| 29 de junho     | Nothing Safe: Best of the Box                         | Alice in Chains       |
| 29 de junho     | Supersonic and Demonic Relics                         | Mötley Crüe           |
| 13 de julho     | Someday                                               | Yanni                 |
| 27 de julho     | Blues                                                 | Eric Clapton          |
| 24 de agosto    | The Vault: Old Friends 4 Sale                         | Prince                |
| 13 de setembro  | Yellow Submarine Songtrack                            | The Beatles           |
| 14 de setembro  | Winter Light                                          | Yanni                 |
| 20 de setembro  | 1999 Remixes                                          | Jamiroquai            |
| 21 de setembro  | The Greatest Hits – Volume 1: 20 Good Vibrations      | The Beach Boys        |
| 21 de setembro  | The Greatest Hits – Volume 2: 20 More Good Vibrations | The Beach Boys        |
| 12 de outubro   | Clapton Chronicles: The Best of Eric Clapton          | Eric Clapton          |
| 25 de outubro   | Turn It On Again: The Hits                            | Genesis               |
| 26 de outubro   | American Made Music to Strip By                       | Rob Zombie            |
| 8 de novembro   | Greatest Hits III                                     | Queen                 |
| 9 de novembro   | Greatest Hits                                         | Sublime               |
| 12 de novembro  | All the Way... A Decade of Song                       | Céline Dion           |
| 15 de novembro  | Singles of the 90s                                    | Ace of Base           |
| 23 de novembro  | The Best of Led Zeppelin: Early Days                  | Led Zeppelin          |
| 23 de novembro  | Beastie Boys Anthology: The Sounds of Science         | Beastie Boys          |
| 30 de novembro  | The Greatest Hits                                     | Cher                  |
| 7 de dezembro   | Los Grandes Éxitos en Español                         | Cypress Hill          |
| 7 de dezembro   | Born Again                                            | The Notorious B.I.G.  |

### Álbuns ao vivo
| Data            | Título                                          | Artista(s)                                         |
| --------------- | ----------------------------------------------- | -------------------------------------------------- |
| 19 de janeiro   | Live at Luther College                          | Dave Matthews e Tim Reynolds                       |
| 23 de fevereiro | Live at the Fillmore East                       | Jimi Hendrix                                       |
| 9 de março      | Everything Louder than Everyone Else            | Motörhead                                          |
| 23 de março     | Live                                            | Usher                                              |
| 15 de junho     | Mirrorball                                      | Sarah McLachlan                                    |
| 22 de junho     | MTV Unplugged                                   | Maná                                               |
| 6 de julho      | Live at Woodstock                               | Jimi Hendrix                                       |
| 27 de agosto    | Au Cœur du Stade                                | Céline Dion                                        |
| 31 de agosto    | Live aus Berlin                                 | Rammstein                                          |
| 4 de outubro    | From Here to Eternity: Live                     | The Clash                                          |
| 12 de outubro   | Total Abandon: Australia '99                    | Deep Purple                                        |
| 2 de novembro   | Scream for Me Brazil                            | Bruce Dickinson                                    |
| 9 de novembro   | MTV Unplugged                                   | Alanis Morissette                                  |
| 12 de novembro  | Unplugged                                       | The Corrs                                          |
| 12 de novembro  | The Last Tour on Earth                          | Marilyn Manson                                     |
| 23 de novembro  | Listener Supported                              | Dave Matthews Band                                 |
| 23 de novembro  | Live Era '87–'93                                | Guns N' Roses                                      |
| 23 de novembro  | S&M                                             | Metallica e a Orquestra Sinfônica de São Francisco |
| 23 de novembro  | Live                                            | Blondie                                            |
| 7 de dezembro   | Sheryl Crow and Friends: Live from Central Park | Sheryl Crow                                        |

### Álbuns de vídeo
| Data           | Título                                                       | Artista(s)                                       |
| -------------- | ------------------------------------------------------------ | ------------------------------------------------ |
| 15 de março    | Live at Innercity: Amsterdam RAI                             | Tiësto                                           |
| 24 de abril    | Around the World                                             | Mariah Carey                                     |
| 28 de março    | D.A.F.T.: A Story About Dogs, Androids, Firemen and Tomatoes | Daft Punk                                        |
| 22 de junho    | MTV Unplugged                                                | Maná                                             |
| 30 de agosto   | Au Cœur du Stade                                             | Céline Dion                                      |
| 31 de agosto   | Live aus Berlin                                              | Rammstein                                        |
| 5 de outubro   | 3 Vulgar Videos from Hell                                    | Pantera                                          |
| 5 de outubro   | One Night in Eden                                            | Sarah Brightman                                  |
| 5 de outubro   | The Ricky Martin Video Collection                            | Ricky Martin                                     |
| 26 de outubro  | Music Bank: The Videos                                       | Alice in Chains                                  |
| 2 de novembro  | God Is in the T.V.                                           | Marilyn Manson                                   |
| 9 de novembro  | The Video Collection 93:99                                   | Madonna                                          |
| 23 de novembro | Listener Supported                                           | Dave Matthews Band                               |
| 23 de novembro | Live                                                         | Blondie                                          |
| 23 de novembro | S&M                                                          | Metallica e Orquestra Sinfônica de São Francisco |
| 23 de novembro | Time Out with Britney Spears                                 | Britney Spears                                   |
| 6 de dezembro  | Live in Concert                                              | Cher                                             |
| 7 de dezembro  | Shania Twain Live                                            | Shania Twain                                     |
| 7 de dezembro  | Number 1's                                                   | Mariah Carey                                     |
| 14 de dezembro | Genie Gets Her Wish                                          | Christina Aguilera                               |
| 14 de dezembro | One Night Only                                               | Ricky Martin                                     |
| 31 de dezembro | The Song Remains the Same                                    | Led Zeppelin                                     |

### EPs
| Data           | Título           | Artista(s)  |
| -------------- | ---------------- | ----------- |
| 1 de maio      | Hybrid Theory    | Linkin Park |
| 31 de agosto   | Sound Asleep     | Evanescence |
| 24 de setembro | Inside Wants Out | John Mayer  |

### Box sets
| Data          | Título                                          | Artista(s)   |
| ------------- | ----------------------------------------------- | ------------ |
| 16 de março   | Shades 1968–1998                                | Deep Purple  |
| 20 de abril   | The Life and Crimes of Alice Cooper             | Alice Cooper |
| 17 de agosto  | The 10 Year Limited Edition Anniversary Box Set | Blur         |
| 12 de outubro | The Private Years                               | Yanni        |

### Trilhas sonoras
| Data           | Título                                                                             | Artista(s)                   |
| -------------- | ---------------------------------------------------------------------------------- | ---------------------------- |
| 26 de janeiro  | El Diario de Daniela                                                               | Vários artistas              |
| 2 de fevereiro | Rushmore: Original Motion Picture Soundtrack                                       | Vários artistas              |
| 9 de março     | Ravenous                                                                           | Damon Albarn e Michael Nyman |
| 23 de março    | Elton John and Tim Rice's Aida                                                     | Elton John                   |
| 23 de março    | Foolish                                                                            | Vários artistas              |
| 23 de março    | Instrument Soundtrack                                                              | Fugazi                       |
| 30 de março    | Go: Music from the Motion Picture                                                  | Vários artistas              |
| 30 de março    | The Matrix: Music from the Motion Picture                                          | Vários artistas              |
| 30 de março    | The PJs: Music from & Inspired by the Hit Television Series                        | Vários artistas              |
| 27 de abril    | Songs from Dawson's Creek                                                          | Vários artistas              |
| 4 de maio      | The Matrix: Original Motion Picture Score                                          | Don Davis                    |
| 1 de junho     | Austin Powers: The Spy Who Shagged Me: Music from the Motion Picture               | Vários artistas              |
| 22 de junho    | South Park: Bigger, Longer & Uncut – Music from and Inspired by the Motion Picture | Vários artistas              |
| 3 de agosto    | Detroit Rock City: Music from the Motion Picture                                   | Vários artistas              |
| 7 de agosto    | Steal the Sky                                                                      | Yanni                        |
| 24 de agosto   | The Muse: Original Motion Picture Soundtrack                                       | Elton John                   |
| 13 de setembro | Yellow Submarine Songtrack                                                         | The Beatles                  |
| 2 de novembro  | Music From and Inspired by the Motion Picture End of Days                          | Vários artistas              |
| 23 de novembro | Friends Again                                                                      | Vários artistas              |
| 7 de dezembro  | Magnolia: Music from the Motion Picture                                            | Aimee Mann                   |

### Singles
| Data            | Título                                                    | Artista(s)                                               |
| --------------- | --------------------------------------------------------- | -------------------------------------------------------- |
| 4 de janeiro    | "Praise You"                                              | Fatboy Slim                                              |
| 11 de janeiro   | "Maria"                                                   | Blondie                                                  |
| 11 de janeiro   | "When I Grow Up"                                          | Garbage                                                  |
| 25 de janeiro   | "My Name Is"                                              | Eminem                                                   |
| 25 de janeiro   | "It's Not Right but It's Okay"                            | Whitney Houston                                          |
| 1 de fevereiro  | "Whiskey in the Jar"                                      | Metallica                                                |
| 1 de fevereiro  | "Wish I Could Fly"                                        | Roxette                                                  |
| 2 de fevereiro  | "No Scrubs"                                               | TLC                                                      |
| 8 de fevereiro  | "I Still Believe"                                         | Mariah Carey                                             |
| 15 de fevereiro | "Dizzy"                                                   | Goo Goo Dolls                                            |
| 15 de fevereiro | "The Trick Is to Keep Breathing"                          | Garbage                                                  |
| 22 de fevereiro | "Strong Enough"                                           | Cher                                                     |
| 22 de fevereiro | "Tender"                                                  | Blur                                                     |
| 23 de fevereiro | "The Animal Song"                                         | Savage Garden                                            |
| 25 de fevereiro | "Freak on a Leash"                                        | Korn                                                     |
| 1 de março      | "When the Going Gets Tough"                               | Boyzone                                                  |
| 1 de março      | "As"                                                      | George Michael e Mary J. Blige                           |
| 1 de março      | "On ne Change pas"                                        | Céline Dion                                              |
| 1 de março      | "The Prayer"                                              | Céline Dion e Andrea Bocelli                             |
| 2 de março      | "Nothing Really Matters"                                  | Madonna                                                  |
| 8 de março      | "Better Best Forgotten"                                   | Steps                                                    |
| 9 de março      | "What's It Gonna Be?!"                                    | Busta Rhymes com part. de Janet Jackson                  |
| 11 de março     | "Tears of Pearls"                                         | Savage Garden                                            |
| 15 de março     | "Don't Stop!"                                             | ATB                                                      |
| 15 de março     | "Blame It on the Weatherman"                              | B*Witched                                                |
| 15 de março     | "Why Don't You Get a Job?"                                | The Offspring                                            |
| 15 de março     | "Strong"                                                  | Robbie Williams                                          |
| 16 de março     | "Down So Long"                                            | Jewel                                                    |
| 16 de março     | "Every Morning"                                           | Sugar Ray                                                |
| 16 de março     | "Stay the Same"                                           | Joey McIntyre                                            |
| 22 de março     | "Promises"                                                | The Cranberries                                          |
| 22 de março     | "Treat Her Like a Lady"                                   | Céline Dion                                              |
| 22 de março     | "Someday We'll Know"                                      | New Radicals                                             |
| 23 de março     | "Almost Doesn't Count"                                    | Brandy                                                   |
| 23 de março     | "Livin' la Vida Loca"                                     | Ricky Martin                                             |
| 29 de março     | "Thank ABBA for the Music"                                | Steps, Tina Cousins, Cleopatra, B*Witched e Billie Piper |
| 5 de abril      | "Everytime It Rains"                                      | Ace of Base                                              |
| 5 de abril      | "Inside"                                                  | Monica                                                   |
| 6 de abril      | "Sometimes"                                               | Britney Spears                                           |
| 12 de abril     | "I Want It That Way"                                      | Backstreet Boys                                          |
| 13 de abril     | "What's My Age Again?"                                    | Blink-182                                                |
| 19 de abril     | "Mambo No. 5                                              | Lou Bega                                                 |
| 19 de abril     | "Swear It Again"                                          | Westlife                                                 |
| 19 de abril     | "Right Here, Right Now"                                   | Fatboy Slim                                              |
| 26 de abril     | "Brothers & Sisters"                                      | Coldplay                                                 |
| 26 de abril     | "Run On"                                                  | Moby                                                     |
| 30 de abril     | "Mamma Mia"                                               | A*Teens                                                  |
| 3 de maio       | "Ana's Song (Open Fire)"                                  | Silverchair                                              |
| 3 de maio       | "Cloud Number Nine"                                       | Bryan Adams                                              |
| 3 de maio       | "Everything Is Everything"                                | Lauryn Hill                                              |
| 4 de maio       | "All Star"                                                | Smash Mouth                                              |
| 4 de maio       | "If You Had My Love"                                      | Jennifer Lopez                                           |
| 10 de maio      | "American Woman"                                          | Lenny Kravitz                                            |
| 10 de maio      | "You Needed Me"                                           | Boyzone                                                  |
| 10 de maio      | "Look at Me"                                              | Geri Halliwell                                           |
| 10 de maio      | "Anyone"                                                  | Roxette                                                  |
| 11 de maio      | "Too Much of Heaven"                                      | Eiffel 65                                                |
| 11 de maio      | "Genie in a Bottle"                                       | Christina Aguilera                                       |
| 11 de maio      | "No me ames"                                              | Jennifer Lopez e Marc Anthony                            |
| 11 de maio      | "Wild Wild West"                                          | Will Smith com part. de Dru Hill e Kool Moe Dee          |
| 17 de maio      | "Bla Bla Bla"                                             | Gigi D'Agostino                                          |
| 17 de maio      | "Here with Me"                                            | Dido                                                     |
| 17 de maio      | "Unpretty"                                                | TLC                                                      |
| 19 de maio      | "Beautiful Stranger"                                      | Madonna                                                  |
| 24 de maio      | "Along Comes Mary"                                        | Bloodhound Gang                                          |
| 24 de maio      | "Canned Heat"                                             | Jamiroquai                                               |
| 24 de maio      | "You Look So Fine"                                        | Garbage                                                  |
| 25 de maio      | "Scar Tissue"                                             | Red Hot Chili Peppers                                    |
| 25 de maio      | "Girlfriend/Boyfriend"                                    | Blackstreet e Janet Jackson com part. de Ja Rule e Eve   |
| 26 de maio      | "Role Model"                                              | Eminem                                                   |
| 31 de maio      | "Hey Boy Hey Girl"                                        | The Chemical Brothers                                    |
| 31 de maio      | "Killer 2000"                                             | ATB                                                      |
| 31 de maio      | "Street Symphony"                                         | Monica                                                   |
| 31 de maio      | "Bills, Bills, Bills"                                     | Destiny's Child                                          |
| 31 de maio      | "Nothing Is Real but the Girl"                            | Blondie                                                  |
| 4 de junho      | "Better Off Alone"                                        | Alice Deejay                                             |
| 7 de junho      | "All or Nothing"                                          | Cher                                                     |
| 7 de junho      | "Black Balloon"                                           | Goo Goo Dolls                                            |
| 7 de junho      | "Bring It All Back"                                       | S Club 7                                                 |
| 7 de junho      | "Die, Die My Darling"                                     | Metallica                                                |
| 8 de junho      | "Guilty Conscience"                                       | Eminem com part. de Dr. Dre                              |
| 8 de junho      | "The Hardest Thing"                                       | 98°                                                      |
| 8 de junho      | "Last Kiss"                                               | Pearl Jam                                                |
| 15 de junho     | "Nookie"                                                  | Limp Bizkit                                              |
| 15 de junho     | "She's All I Ever Had"                                    | Ricky Martin                                             |
| 15 de junho     | "Smooth"                                                  | Santana com part. de Rob Thomas                          |
| 21 de junho     | "My Love Is Your Love"                                    | Whitney Houston                                          |
| 21 de junho     | "Do Something"                                            | Macy Gray                                                |
| 28 de junho     | "Jupiter (Swallow the Moon)"                              | Jewel                                                    |
| 28 de junho     | "Coffee & TV"                                             | Blur                                                     |
| 29 de junho     | "Bailamos"                                                | Enrique Iglesias                                         |
| 29 de junho     | "Animal Instinct"                                         | The Cranberries                                          |
| 5 de julho      | "Je Crois Toi"                                            | Céline Dion                                              |
| 7 de julho      | "Bug a Boo"                                               | Destiny's Child                                          |
| 12 de julho     | "I Do (Cherish You)"                                      | 98°                                                      |
| 12 de julho     | "Love's Got a Hold on My Heart"                           | Steps                                                    |
| 12 de julho     | "There She Goes"                                          | Sixpence None the Richer                                 |
| 12 de julho     | "Bodyrock"                                                | Moby                                                     |
| 19 de julho     | "I Don't Know What You Want but I Can't Give It Any More" | Pet Shop Boys                                            |
| 19 de julho     | "If Ya Gettin' Down"                                      | 5ive                                                     |
| 26 de julho     | "When You Say Nothing at All"                             | Ronan Keating                                            |
| 26 de julho     | "Stars"                                                   | Roxette                                                  |
| 31 de julho     | "Another Way"                                             | Gigi D'Agostino                                          |
| 2 de agosto     | "Let Forever Be"                                          | The Chemical Brothers com part. de Noel Gallagher        |
| 2 de agosto     | "Super Trouper"                                           | A*Teens                                                  |
| 2 de agosto     | "Just My Imagination"                                     | The Cranberries                                          |
| 9 de agosto     | "Back at One"                                             | Brian McKnight                                           |
| 9 de agosto     | "If I Let You Go"                                         | Westlife                                                 |
| 10 de agosto    | "Welcome to the Fold"                                     | Filter                                                   |
| 16 de agosto    | "I Need to Know"                                          | Marc Anthony                                             |
| 16 de agosto    | "Mi Chico Latino"                                         | Geri Halliwell                                           |
| 17 de agosto    | "Cowboy"                                                  | Kid Rock                                                 |
| 17 de agosto    | "Candy"                                                   | Mandy Moore                                              |
| 17 de agosto    | "I Love You Came Too Late"                                | Joey McIntyre                                            |
| 23 de agosto    | "Around the World"                                        | Red Hot Chili Peppers                                    |
| 23 de agosto    | "Heartbreaker"                                            | Mariah Carey com part. de Jay-Z                          |
| 24 de agosto    | "(You Drive Me) Crazy"                                    | Britney Spears                                           |
| 24 de agosto    | "Put Your Lights On"                                      | Santana com part. de Everlast                            |
| 25 de agosto    | "Two Worlds"                                              | Phil Collins                                             |
| 30 de agosto    | "I Got a Girl"                                            | Lou Bega                                                 |
| 30 de agosto    | "I Wanna Love You Forever"                                | Jessica Simpson                                          |
| 30 de agosto    | "Dans un Autre Monde"                                     | Céline Dion                                              |
| 3 de setembro   | "The Bad Touch"                                           | Bloodhound Gang                                          |
| 4 de setembro   | "What a Girl Wants"                                       | Christina Aguilera                                       |
| 7 de setembro   | "Someday"                                                 | Sugar Ray                                                |
| 7 de setembro   | "Waiting for Tonight"                                     | Jennifer Lopez                                           |
| 7 de setembro   | "Larger than Life"                                        | Backstreet Boys                                          |
| 7 de setembro   | "Come On Over"                                            | Shania Twain                                             |
| 13 de setembro  | "Supersonic"                                              | Jamiroquai                                               |
| 14 de setembro  | "Then the Morning Comes"                                  | Smash Mouth                                              |
| 14 de setembro  | "U Don't Know Me (Like U Used To)"                        | Brandy                                                   |
| 14 de setembro  | "Maria Maria"                                             | Santana com part. de The Product G&B                     |
| 20 de setembro  | "S Club Party"                                            | S Club 7                                                 |
| 21 de setembro  | "Thug Love"                                               | 50 Cent com part. de Destiny's Child                     |
| 21 de setembro  | "The Kids Aren't Alright"                                 | The Offspring                                            |
| 27 de setembro  | "New York City Boy"                                       | Pet Shop Boys                                            |
| 27 de setembro  | "I Try"                                                   | Macy Gray                                                |
| 27 de setembro  | "Goin' Down"                                              | Melanie C                                                |
| 28 de setembro  | "All the Small Things"                                    | Blink-182                                                |
| 28 de setembro  | "I Knew I Loved You"                                      | Savage Garden                                            |
| 4 de outubro    | "I Saved the World Today"                                 | Eurythmics                                               |
| 4 de outubro    | "Jesse Hold On"                                           | B*Witched                                                |
| 4 de outubro    | "The World Is Not Enough"                                 | Garbage                                                  |
| 9 de outubro    | "Only God Knows Why"                                      | Kid Rock                                                 |
| 11 de outubro   | "Out of Control"                                          | The Chemical Brothers                                    |
| 11 de outubro   | "After the Love Has Gone"                                 | Steps                                                    |
| 11 de outubro   | "Why Does My Heart Feel So Bad?"                          | Moby                                                     |
| 12 de outubro   | "Re-Arranged"                                             | Limp Bizkit                                              |
| 12 de outubro   | "Turn Your Lights Down Low"                               | Bob Marley com part. de Lauryn Hill                      |
| 12 de outubro   | "Shake Your Bon-Bon"                                      | Ricky Martin                                             |
| 12 de outubro   | "Guerrilla Radio"                                         | Rage Against the Machine                                 |
| 14 de outubro   | "Say My Name"                                             | Destiny's Child                                          |
| 18 de outubro   | "Flying Without Wings"                                    | Westlife                                                 |
| 18 de outubro   | "Learn to Fly"                                            | Foo Fighters                                             |
| 18 de outubro   | "When the Heartache Is Over"                              | Tina Turner                                              |
| 19 de outubro   | "She's Got Issues"                                        | The Offspring                                            |
| 22 de outubro   | "No Exit"                                                 | Blondie                                                  |
| 25 de outubro   | "Dov'è l'amore"                                           | Cher                                                     |
| 25 de outubro   | "C'est la Vie (Always 21)"                                | Ace of Base                                              |
| 25 de outubro   | "Keep On Movin'"                                          | 5ive                                                     |
| 25 de outubro   | "Strangers Like Me"                                       | Phil Collins                                             |
| 26 de outubro   | "Rhythm Divine"                                           | Enrique Iglesias                                         |
| 26 de outubro   | "Don't Say You Love Me"                                   | M2M                                                      |
| 26 de outubro   | "Dead Wrong"                                              | The Notorious B.I.G. com part. de Eminem                 |
| 1 de novembro   | "Lift Me Up"                                              | Geri Halliwell                                           |
| 1 de novembro   | "That's the Way It Is"                                    | Céline Dion                                              |
| 4 de novembro   | "Sleep Now in the Fire"                                   | Rage Against the Machine                                 |
| 8 de novembro   | "She's the One" / "It's Only Us"                          | Robbie Williams                                          |
| 8 de novembro   | "Will 2K"                                                 | Will Smith com part. de K-Ci                             |
| 9 de novembro   | "N 2 Gether Now"                                          | Limp Bizkit com part. de Method Man                      |
| 15 de novembro  | "The Best of Me"                                          | Bryan Adams                                              |
| 15 de novembro  | "Thank God I Found You"                                   | Mariah Carey com part. de Joe e 98°                      |
| 15 de novembro  | "No Distance Left to Run"                                 | Blur                                                     |
| 22 de novembro  | "Every Day I Love You"                                    | Boyzone                                                  |
| 22 de novembro  | "Falls Apart"                                             | Sugar Ray                                                |
| 22 de novembro  | "I Learned from the Best"                                 | Whitney Houston                                          |
| 22 de novembro  | "Muscle Museum"                                           | Muse                                                     |
| 22 de novembro  | "Northern Star"                                           | Melanie C                                                |
| 22 de novembro  | "Nothing Else Matters '99"                                | Metallica                                                |
| 22 de novembro  | "Salvation"                                               | Roxette                                                  |
| 26 de novembro  | "Kiss (When the Sun Don't Shine)"                         | Vengaboys                                                |
| 29 de novembro  | "Black Velveteen"                                         | Lenny Kravitz                                            |
| 29 de novembro  | "Back in My Life"                                         | Alice DeeJay                                             |
| 29 de novembro  | "King for a Day"                                          | Jamiroquai                                               |
| 30 de novembro  | "Move Your Body"                                          | Eiffel 65                                                |
| 3 de dezembro   | "Happy New Year"                                          | A*Teens                                                  |
| 4 de dezembro   | "Walk Me Home"                                            | Mandy Moore                                              |
| 6 de dezembro   | "Born to Make You Happy"                                  | Britney Spears                                           |
| 6 de dezembro   | "Falling Away from Me"                                    | Korn                                                     |
| 6 de dezembro   | "I Shall Be There"                                        | B*Witched com part. de Ladysmith Black Mambazo           |
| 6 de dezembro   | "Dear Lie"                                                | TLC                                                      |
| 7 de dezembro   | "Tricky, Tricky"                                          | Lou Bega                                                 |
| 13 de dezembro  | "Two in a Million" / "You're My Number One"               | S Club 7                                                 |
| 13 de dezembro  | "I Have a Dream" / "Seasons in the Sun"                   | Westlife                                                 |
| 13 de dezembro  | "Say You'll Be Mine" / "Better the Devil You Know"        | Steps                                                    |
| 14 de dezembro  | "Right Here Waiting"                                      | Monica                                                   |
| 14 de dezembro  | "From the Bottom of My Broken Heart"                      | Britney Spears                                           |
| 14 de dezembro  | "Show Me the Meaning of Being Lonely"                     | Backstreet Boys                                          |

## Paradas musicais

### Álbuns mais bem sucedidos
| #  | Título                          | Artista(s)            |
| -- | ------------------------------- | --------------------- |
| 01 | Supernatural                    | Santana               |
| 02 | Millennium                      | Backstreet Boys       |
| 03 | All the Way... A Decade of Song | Céline Dion           |
| 04 | ...Baby One More Time           | Britney Spears        |
| 05 | Californication                 | Red Hot Chili Peppers |
| 06 | Ricky Martin                    | Ricky Martin          |
| 07 | Play                            | Moby                  |
| 08 | Christina Aguilera              | Christina Aguilera    |
| 09 | Human Clay                      | Creed                 |
| 10 | On How Life Is                  | Macy Gray             |

### Singlesmais bem sucedidos
| #  | Título                         | Artista(s)                      |
| -- | ------------------------------ | ------------------------------- |
| 01 | "...Baby One More Time         | Britney Spears                  |
| 02 | "Livin' la Vida Loca"          | Ricky Martin                    |
| 03 | "Mambo No. 5"                  | Lou Bega                        |
| 04 | "Smooth"                       | Santana com part. de Rob Thomas |
| 05 | "No Scrubs"                    | TLC                             |
| 06 | "Blue (Da Ba Dee)"             | Eiffel 65                       |
| 07 | "I Want It That Way"           | Backstreet Boys                 |
| 08 | "Genie in a Bottle"            | Christina Aguilera              |
| 09 | "If You Had My Love"           | Jennifer Lopez                  |
| 10 | "Pretty Fly (for a White Guy)" | The Offspring                   |

## Premiações
| Data            | Cerimônia                        | Local                       |
| --------------- | -------------------------------- | --------------------------- |
| 16 de fevereiro | Brit Awards                      | Londres, Inglaterra         |
| 24 de fevereiro | Grammy Awards                    | Los Angeles, Estados Unidos |
| 26 de março     | Soul Train Music Awards          | Los Angeles, Estados Unidos |
| 7 de março      | Juno Awards                      | Hamilton, Canadá            |
| 29 de maio      | Eurovision Song Contest          | Jerusalém, Israel           |
| 22 de setembro  | Country Music Association Awards | Nashville, Estados Unidos   |
| 12 de outubro   | ARIA Music Awards                | Sydney, Austrália           |
| 11 de novembro  | MTV Europe Music Awards          | Dublin, Irlanda             |
| 8 de dezembro   | Billboard Music Awards           | Las Vegas, Estados Unidos   |
| 31 de dezembro  | Japan Record Awards              | Tóquio, Japão               |

## Eventos
- Primeira edição do Ultra Music Festival.
- Bandas e artistas brasileiros da década de 1980 como Ira!, Paulo Ricardo, Ultraje a Rigor, Capital Inicial e Plebe Rude retornam a grande mídia.

## Obras e shows

### Álbum
- O artista norte-americano Moby lança seu álbum de maior sucesso, Play, que alcançou o número 20 milhões de cópias vendidas.
- Diante do Trono grava seu segundo CD Exaltado no dia 13 de fevereiro.
- A Spice Girl Melanie C, lança seu primeiro álbum solo, Nothern Star, em 18 de outubro.
- Britney Spears lança seu primeiro álbum, intitulado ...Baby One More Time.
- Damares lança o seu segundo álbum de estúdio, A Vitória É Nossa.
- O grupo mexicano de rock Maná edita seu álbum ao vivo MTV Unplugged, na qual apresenta regravações de sucessos como "Rayando El Sol", "En el Muelle de San Blás" e "Vivir Sin Aire" e interpreta temas do cancioneiro mexicano como "Te Solté la Rienda" de José Alfredo Jiménez e "Se Me Olvidó Otra Vez" de Juan Gabriel. É um dos álbuns latinos de maior sucesso do ano.
- A banda de nu metal norte-americana Slipknot lança seu álbum homônimo de estréia, Slipknot (álbum), no dia 29 de junho de 1999, porém devido a polêmica contida na letra da faixa Purity, situada no mesmo, a banda foi forçada a retirar a faixa do álbum. Em Dezembro daquele ano, a banda re-lança o álbum sem a faixa.
- A banda estadunidense Blink 182 lançou o álbum Enema of the State, no dia 1º de junho de 1999.
- 9 de março - Quatro anos depois de lançar seu último álbum de estúdio, a dupla sueca Roxette lança o álbum Have A Nice Day.
- Christina Aguilera lança seu primeiro álbum chamado Christina Aguilera
- 23 de junho - A dupla Sandy e Junior lançam o nono álbum de estúdio, As Quatro Estações. É o primeiro da carreira da dupla a vender 2 milhões de cópias.
- Voices lança Corações Gratos.
- 20 de setembro O grupo Fat Family lançam seu segundo Cd ,"Fat Festa" . Qual bateu a marca de 1,4 milhões de cópias vendidas.
- Geri Halliwell lança o seu primeiro CD Solo.
- 8 de julho - Red Hot Chilli Peppers lançam Californication, álbum de grandes sucessos como Otherside, Around The World, Scar Tissue e a própria canção que intitula o álbum.
- A banda de thrash metal Megadeth lança seu oitavo álbum de estúdio "Risk", com um estilo musical diferente, o que causou certo desapontamento na maioria dos fãs
- A banda Oficina G3 lança seu primeiro DVD, intitulado Oficina G3: Ao vivo.
- O grupo Katinguelê comemora 15 anos de carreira e lança seu primeiro CD ao vivo (o sexto da carreira)
- 28 de setembro -  a banda de pós-grunge Creed lança o seu segundo álbum, Human Clay.
- 5 de outubro - A banda estadunidense de horror punk Misfits lança seu quinto álbum de estúdio, Famous Monsters.
- 18 de outubro - a Banda sueca de death metal Progressivo Opeth lança o seu quarto álbum de estudio Still Life.
- 26 de outubro - a banda Incubus lança seu terceiro disco Make Yourself.
- 26 de outubro - A Banda de Metal Progressivo Dream Theater lança o seu qunto álbum e também álbum conceitual, Metropolis Pt. 2: Scenes from a Memory.
- Em novembro a cantora Aline Barros lança seu quarto trabalho e o primeiro infantil Bom é ser criança
- O sertanejo Leonardo estreia solo em disco, primeiro com o álbum Tempo e em seguida  com o seu álbum ao vivo meses depois.
- 2 de novembro Mariah Carey lança o seu nono e último álbum de estúdio em novembro com a Columbia Records intitulado Rainbow, caracterizado pelas canções: Can't Take That Away (Mariah's Theme),Crybaby,Thank God I Found You, e Heartbreaker.
- 15 de novembro - é lançado hit mundial eletrônica "Sandstorm" do DJ finlandês Darude.
- O grupo de pagode Só Pra Contrariar edita seu quinto álbum de estúdio, vendendo mais de 1 milhão de cópias, seguido pelos sucessos "Sai da Minha Aba (Bicão)", "Interfone" e "Machuca Demais". Participam da música "Santo Santo" com Gloria Estefan, cuja versão em português é lançada como single bônus em um box chamado 10 Anos de Só pra Contrariar na qual o álbum vinha junto do CD do single.
- 16 de novembro - Raimundos lançam seu quarto álbum intitulado "Só no Forévis", nome em homenagem a um dos bordões do humorista Mussum. O disco é o disco mais vendido da banda com 850.000 cópias.
- 16 de novembro, a banda Korn lança o seu quarto Album de estúdio Issues.
- Dezembro - Após enfrentar polêmica com a nona faixa (Purity) a banda de New Metal Slipknot, lança seu primeiro  álbum pela Roadrunner Records.
- O grupo Titãs lança As Dez Mais, um álbum de covers trazendo versões para músicas de Mutantes, Raul Seixas, Legião Urbana,  Mamonas Assassinas, Roberto Carlos, Xutos & Pontapés e é o último da banda pela Warner Music.
- O Silverchair lança seu terceiro álbum de estúdio o Neon Ballroom.
- Cassiane lança Com Muito Louvor.
- O vocalista Bruce Dickinson e o guitarrista Adrian Smith anunciam retorno para a banda Iron Maiden.
- O Ira! lança o álbum Isso É Amor.
- A dupla sertaneja Chitãozinho & Xororó lança seu álbum intitulado Alô, que traz além da faixa-título como sucesso, a bilíngue Coração Vazio (We're All Alone) em dueto com Reba McEntire, cantora americana.
- Diante do Trono lança seu segundo CD Exaltado gravado no dia 13 de fevereiro
- O Charlie Brown Jr. Lança o Álbum Preço Curto... Prazo Longo
- no dia 23 de julho até o dia 25 de julho aconteceu o festival Woodstock '99
- O Ultraje a Rigor Prepara o Álbum Ao Vivo Chamado 18 Anos sem Tirar!.

### Show
- O Metallica realiza o álbum ao vivo, Symphony & Metallica (S&M), junto com a orquestra sinfônica de San Francisco, comandada pelo maestro Michael Kamen.
- O Rammstein lança o álbum ao vivo, Live Aus Berlin, cujo show foi gravado em 1998.
- Michael Jackson fez a turnê "MJ & Friends" em Seul e Munique.

## Artistas e grupos
- É formada a banda Avenged Sevenfold, com a seguinte formação: M. Shadows (vocal e teclados), Zacky Vengeance (guitarra), The Rev (bateria) e Matt Wendt (baixo).
- É formada no Rio De Janeiro a banda Tihuana.
- Fevereiro - Ivete Sangalo deixa a Banda Eva para seguir carreira solo e seu lugar é assumido por Emanuelle Araújo.
- 10 de junho - É formada a Banda Calypso, composta por Joelma e Chimbinha.
- Lloyd Banks Entra na carreira musical
- É formada a banda italiana Eiffel 65, com a seguinte formação: Jeffrey Jey no vocal, Maurizio Lobina no teclado e Gabry ponte o Deejay.
- É formada em London a banda canadense The Birthday Massacre.

## Nascimentos
| Data            | Nome                       | Profissão                              | Nacionalidade  | Observações | Ref |
| --------------- | -------------------------- | -------------------------------------- | -------------- | ----------- | --- |
| 6 de janeiro    | Polo G                     | rapper                                 | Estados Unidos |             |     |
| 8 de janeiro    | Damiano David              | cantor e compositor, vocal do Måneskin | Itália         |             |     |
| 10 de janeiro   | Natalia Lacunza            | Cantora                                | Espanha        |             |     |
| 20 de janeiro   | Zé Vaqueiro                | Cantor                                 | Brasil         |             |     |
| 22 de janeiro   | Ricky Garcia               | Cantor                                 | Porto Rico     |             |     |
| 24 de janeiro   | Niki                       | Cantora                                | Indonésia      |             |     |
| 25 de janeiro   | Lucas Wong                 | Rapper                                 | Hong Kong      |             |     |
| 28 de janeiro   | HRVY                       | Cantor                                 | Reino Unido    |             |     |
| 10 de fevereiro | Kim Lip                    | Cantora                                | Coreia do Sul  |             |     |
| 12 de Fevereiro | Edwin Honoret              | Cantor                                 | Estados Unidos |             |     |
| 16 de fevereiro | Girl in Red                | cantora                                | Noruega        |             |     |
| 17 de fevereiro | Tay                        | rapper                                 | Portugal       |             |     |
| 19 de fevereiro | Sonia Ben Ammar            | atriz, cantora e modelo                | França         |             |     |
| 28 de fevereiro | Joel Pimentel              | Cantor                                 | Estados Unidos |             |     |
| 5 de março      | Yeri                       | Cantora e compositora                  | Coreia do Sul  |             |     |
| 5 de março      | Madison Beer               | Cantora                                | Estados Unidos |             |     |
| 24 de março     | Kamaitachi                 | cantor                                 | Brasil         |             |     |
| 24 de março     | Orochi                     | Rapper                                 | Brasil         |             |     |
| 25 de março     | Iann Dior                  | Rapper                                 | Porto Rico     |             |     |
| 29 de março     | Gabz                       | Rapper, compositora e atriz            | Brasil         |             |     |
| 31 de março     | Powfu                      | Rapper                                 | Canadá         |             |     |
| 9 de abril      | Lil Nas X                  | Cantor, rapper e compositor            | Estados Unidos |             |     |
| 23 de abril     | Chaeyoung                  | Cantora e compositora                  | Coreia do Sul  |             |     |
| 23 de abril     | Claud Mintz                | Cantora                                | Estados Unidos |             |     |
| 30 de abril     | Krit Amnuaydechkorn        | Ator, cantor e modelo                  | Tailândia      |             |     |
| 1 de maio       | YNW Melly                  | Rapper                                 | Estados Unidos |             |     |
| 11 de maio      | Sabrina Carpenter          | cantora e compositora                  | Estados Unidos |             |     |
| 14 de maio      | Marvvila                   | cantora e compositora                  | Brasil         |             |     |
| 18 de maio      | Nuttarat Tangwai           | ator e cantor                          | Tailândia      |             |     |
| 23 de maio      | Blanka Stajkow             | cantora                                | Polónia        |             |     |
| 25 de maio      | Whethan                    | DJ                                     | Estados Unidos |             |     |
| 30 de maio      | Isadora Pompeo             | cantora e compositora                  | Brasil         |             |     |
| 14 de junho     | Chou Tzuyu                 | Cantora                                | Taiwan         |             |     |
| 15 de junho     | Peso Pluma                 | Cantor                                 | México         |             |     |
| 16 de junho     | Snail Mail                 | Guitarrista e cantora                  | Estados Unidos |             |     |
| 18 de junho     | Trippie Redd               | Rapper                                 | Estados Unidos |             |     |
| 27 de junho     | Aitana                     | Cantora                                | Espanha        |             |     |
| 4 de julho      | Moa Kikuchi                | Cantora                                | Japão          |             |     |
| 13 de julho     | Clara Lima                 | Cantora                                | Brasil         |             |     |
| 20 de julho     | Yui Mizuno                 | Cantora                                | Japão          |             |     |
| 20 de julho     | Pop Smoke                  | Rapper                                 | Estados Unidos | m. 2020     |     |
| 1 de agosto     | Anna Graceman              | Cantora, musicista e compositora       | Estados Unidos |             |     |
| 2 de agosto     | Mark Lee                   | Rapper e compositor                    | Canadá         |             |     |
| 5 de agosto     | Sihyeon                    | Cantora                                | Coreia do Sul  |             |     |
| 7 de agosto     | Mariah Angeliq             | Cantora                                | Estados Unidos |             |     |
| 8 de agosto     | Xiaojun                    | Cantor                                 | China          |             |     |
| 13 de agosto    | Giulia Be                  | Cantora                                | Brasil         |             |     |
| 18 de agosto    | Vitão                      | Cantor                                 | Brasil         |             |     |
| 27 de agosto    | Alexander Stewart          | Cantor                                 | Canadá         |             |     |
| 3 de setembro   | Rich Brian                 | Rapper                                 | Indonésia      |             |     |
| 7 de setembro   | Gracie Abrams              | Cantora                                | Estados Unidos |             |     |
| 13 de setembro  | Yeonjun                    | Cantor                                 | Coreia do Sul  |             |     |
| 23 de setembro  | Yuqi                       | Cantora                                | China          |             |     |
| 28 de setembro  | Hendery                    | Cantor                                 | Macau          |             |     |
| 8 de outubro    | Putthipong Assaratanakul   | Ator e cantor                          | Tailândia      |             |     |
| 12 de outubro   | Ayuni D                    | Cantora                                | Japão          |             |     |
| 20 de outubro   | YoungBoy Never Broke Again | Rapper                                 | Estados Unidos |             |     |
| 20 de outubro   | Chuu                       | Cantora                                | Coreia do Sul  |             |     |
| 21 de outubro   | Sara Carreira              | Cantora                                | Portugal       | m. 2020     |     |
| 22 de outubro   | Sub Urban                  | Cantor, compositor e produtor          | Estados Unidos |             |     |
| 11 de novembro  | Samara Joy                 | Cantora                                | Estados Unidos |             |     |
| 12 de novembro  | Clarissa Müller            | Cantora                                | Brasil         |             |     |
| 27 de novembro  | MC Pikachu                 | Cantor                                 | Brasil         |             |     |
| 2 de dezembro   | MD Chefe                   | Rapper, compositor e produtor          | Brasil         |             |     |
| 9 de dezembro   | Aitch                      | Rapper, compositor                     | Reino Unido    |             |     |
| 29 de dezembro  | J. Eskine                  | Cantor e compositor                    | Brasil         |             |     |

## Mortes
| Data            | Nome              | Profissão                                       | Nacionalidade  | Observações | Ref |
| --------------- | ----------------- | ----------------------------------------------- | -------------- | ----------- | --- |
| 15 de fevereiro | Big L             | Rapper                                          | Estados Unidos | n. 1974     |     |
| 2 de março      | Dusty Springfield | cantora                                         | Reino Unido    | n. 1939     |     |
| 12 de março     | Yehudi Menuhin    | violinista e maestro                            | Estados Unidos | n. 1916     |     |
| 13 de março     | Bidu Sayão        | soprano                                         | Brasil         | n. 1902     |     |
| 14 de março     | Gregg Diamond     | pianista, percussionista, compositor e produtor | Estados Unidos | n. 1949     |     |
| 11 de maio      | José Ricardo      | cantor                                          | Brasil         | n. 1939     |     |
| 3 de julho      | Mark Sandman      | músico                                          | Estados Unidos | n. 1952     |     |
| 6 de julho      | Joaquín Rodrigo   | compositor e maestro                            | Espanha        | n. 1901     |     |
| 25 de agosto    | António Brojo     | músico                                          | Portugal       | n. 1928     |     |
| 8 de setembro   | Moondog           | compositor e músico                             | Estados Unidos | n. 1916     |     |
| 10 de setembro  | Alfredo Kraus     | tenor                                           | Espanha        | n. 1927     |     |
| 6 de outubro    | Amália Rodrigues  | fadista                                         | Portugal       | n. 1920     |     |
| 15 de novembro  | Denise Cerqueira  | Cantora                                         | Brasil         | n. 1960     |     |
| 3 de dezembro   | Scatman John      | músico                                          | Estados Unidos | n. 1942     |     |
| 10 de dezembro  | Rick Danko        | cantor                                          | Canadá         | n. 1942     |     |
| 26 de dezembro  | Curtis Mayfield   | músico                                          | Estados Unidos | n. 1942     |     |